# Coaña

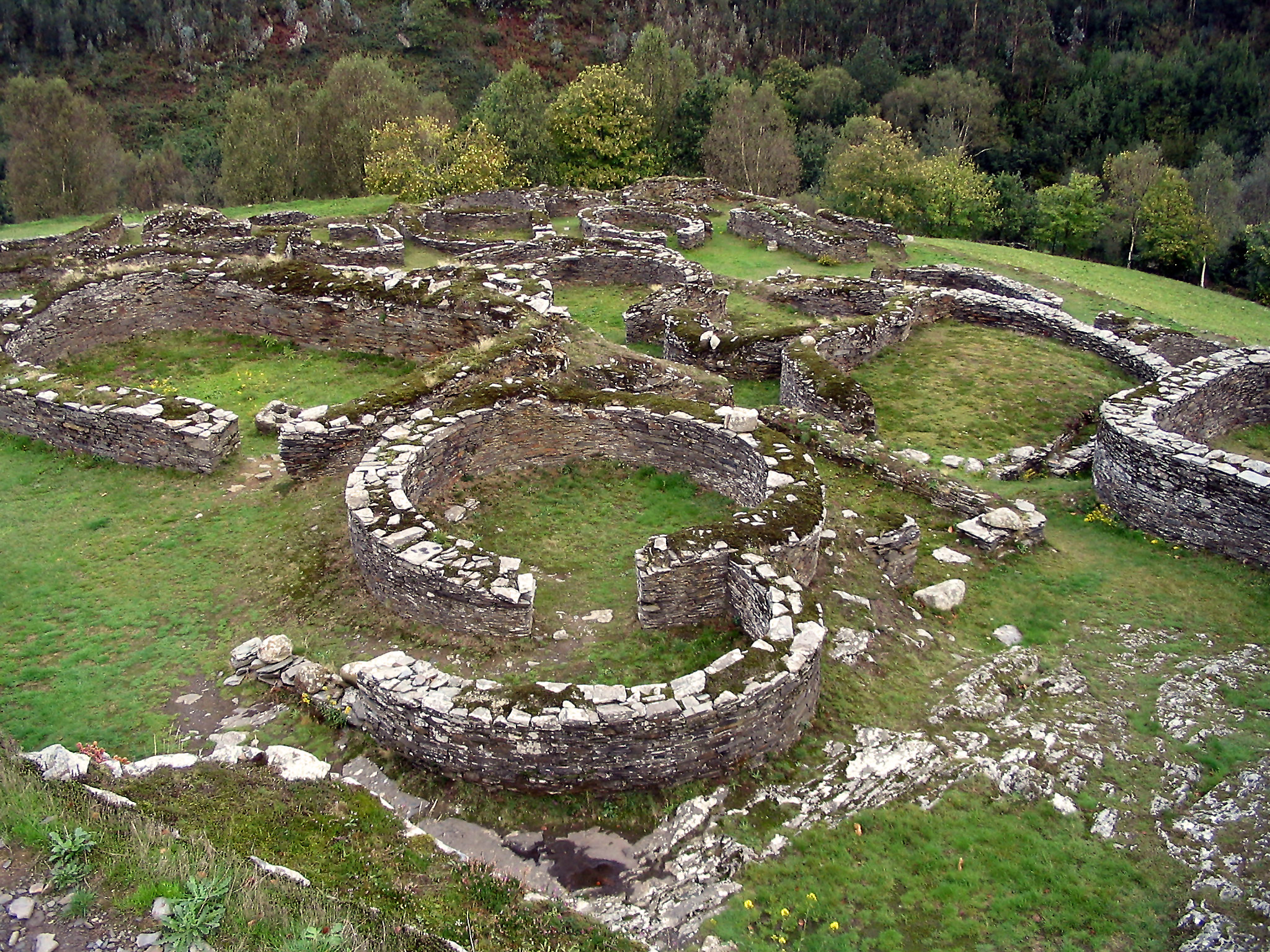
Reste der Wallburg von Coaña

Coaña ist eine Gemeinde in der autonomen Region Asturien im Norden Spaniens.

## Lage
Im Norden ist die Gemeinde begrenzt von der Kantabrischen See, im Süden von Boal, im Westen vom El Franco, im Osten vom Fluss Navia, Navia und Villayón.

## Geschichte
Reste von Wallburgen aus ur- und frühgeschichtlicher Zeit in Coaña (Castro de Coaña) und Mohias belegen die lange Besiedelung der gesamten Region.
Aus dem Mittelalter gibt es Aufzeichnungen aus dem Kloster Cartavio, der Burg, Castillo de Aguilar, und der Kirche von Oviedo, welche die Ortschaft/en auf das Jahr 970 datieren.
Im Laufe des 12. und 13. Jahrhunderts wurde von Alfonso VII. mit der Aufteilung der Region begonnen; so wurde die Gemeinde Coaña zwischen den Bistümern Oviedo und Lugo aufgeteilt.
Im 16. Jahrhundert wurde unter der Herrschaft von Felipe II. die gesamte Verwaltung von Coaña nach Castropol verlegt.
Während des Spanischen Bürgerkrieges befand sich in Coaña das Lazarett der gesamten Region.

## Geologie

### Grund und Boden
Der überwiegend aus Kalk- und Sandstein bestehende Untergrund mit dem Pico Lebredo (834 m) als höchste Erhebung ist typisch für die gesamte Küstenregion mit ihren steilen Klippen, Buchten, Wiesen und Wäldern. Im Hinterland finden sich die Berge Pico Lebredo (834 m), Pico del Águila, Alto del Moqueiro (756 m) und der Pico Vidrosa (641 m).

### Gewässer
Die Gemeinde wird vom Navia und zwei seiner Nebenflüsse, dem Meiro und dem Palmión durchquert.

### Klima
Durch die Nähe zum Golfstrom herrscht hier ein beinahe mediterranes Klima mit warmen Sommern und milden Wintern vor, im Frühling und Herbst gibt es mitunter relativ starke Stürme. Durch dieses Klima ist in der Region der Eukalyptusbaum stark verbreitet.

## Wirtschaft
| | Beschäftigte | Anteil in Prozent |
| --- | ------------ | ----------------- |
| TOTAL | 1.380        | 100               |
| Ackerbau, Viehzucht und Fischerei                                                                              | 185          | 13,41             |
| Industrie | 149          | 10,80             |
| Bauwirtschaft                                                                                                  | 235          | 17,03             |
| Dienstleistungsbetriebe                                                                                        | 811          | 58,77             |
| * Daten aus dem Statistischen Amt für Wirtschaftliche Entwicklung in Asturien. Stand 2009 (PDF; 111 kB), SADEI |              |                   |

## Bevölkerungsentwicklung
Quelle: INE Grafische Aufarbeitung für Wikipedia

## Politik
Die 11 Sitze des Gemeinderates werden alle 4 Jahre gewählt und sind wie folgt unterteilt:
| Historische Entwicklung der Sitzverteilung im Gemeinderat von Coaña | Historische Entwicklung der Sitzverteilung im Gemeinderat von Coaña | Historische Entwicklung der Sitzverteilung im Gemeinderat von Coaña | Historische Entwicklung der Sitzverteilung im Gemeinderat von Coaña | Historische Entwicklung der Sitzverteilung im Gemeinderat von Coaña | Historische Entwicklung der Sitzverteilung im Gemeinderat von Coaña | Historische Entwicklung der Sitzverteilung im Gemeinderat von Coaña | Historische Entwicklung der Sitzverteilung im Gemeinderat von Coaña | Historische Entwicklung der Sitzverteilung im Gemeinderat von Coaña | Historische Entwicklung der Sitzverteilung im Gemeinderat von Coaña | Historische Entwicklung der Sitzverteilung im Gemeinderat von Coaña |
| ------------------------------------------------------------------- | ------------------------------------------------------------------- | ------------------------------------------------------------------- | ------------------------------------------------------------------- | ------------------------------------------------------------------- | ------------------------------------------------------------------- | ------------------------------------------------------------------- | ------------------------------------------------------------------- | ------------------------------------------------------------------- | ------------------------------------------------------------------- | ------------------------------------------------------------------- |
| Partei                                                              | 1979                                                                | 1983                                                                | 1987                                                                | 1991                                                                | 1995                                                                | 1999                                                                | 2003                                                                | 2007                                                                | 2011                                                                | 2015                                                                |
| CD / AP / PP                                                        |                                                                     | 4                                                                   | 3                                                                   | 2                                                                   | 2                                                                   | 4                                                                   | 7                                                                   | 7                                                                   | 9                                                                   | 8                                                                   |
| PSOE                                                                | 4                                                                   | 6                                                                   | 7                                                                   | 6                                                                   | 1                                                                   | 2                                                                   | 3                                                                   | 4                                                                   | 2                                                                   | 2                                                                   |
| PCE / IU / IU-BA / IU-Los Verdes                                    | 1                                                                   |                                                                     |                                                                     | 1                                                                   |                                                                     | 1                                                                   | 1                                                                   |                                                                     |                                                                     |                                                                     |
| UCD / CDS                                                           | 4                                                                   | 1                                                                   | 1                                                                   | 2                                                                   |                                                                     |                                                                     |                                                                     |                                                                     |                                                                     |                                                                     |
| ICO                                                                 |                                                                     |                                                                     |                                                                     |                                                                     | 8                                                                   |                                                                     |                                                                     |                                                                     |                                                                     |                                                                     |
| URAS / URAS-PAS                                                     |                                                                     |                                                                     |                                                                     |                                                                     |                                                                     | 4                                                                   | 0                                                                   |                                                                     |                                                                     |                                                                     |
| Independientes                                                      | 2                                                                   |                                                                     |                                                                     |                                                                     |                                                                     |                                                                     |                                                                     |                                                                     |                                                                     |                                                                     |
| Coaneses                                                            |                                                                     |                                                                     |                                                                     |                                                                     |                                                                     |                                                                     |                                                                     |                                                                     |                                                                     | 1                                                                   |
| Total                                                               | 11                                                                  | 11                                                                  | 11                                                                  | 11                                                                  | 11                                                                  | 11                                                                  | 11                                                                  | 11                                                                  | 11                                                                  | 11                                                                  |

## Sehenswürdigkeiten
- Castro de Coaña, Wallburg aus der Eisenzeit
- Castro de Mohias, Wallburg in Mohias
- Santa María de Cartavio, Kirchenbau von 976

### Gastronomisches
Der Käse "Queso de Abredo" wird in dem Weiler Abranedo (Abredo), in der Rarroquia Folgueras produziert, er ist über die Grenzen Spaniens hinaus bekannt.

## Feste und Feiern
- 16. Juli – El Carmen in Ortiguera
- 7. August – San Cayetano in Sequeiro
- 1. Wochenende im September – La Caridad y San Agustín in Ortigueras
- Oktober – La festividad de Nuestra Señora del Rosario in Coaña.
- 26. Dezember – La fiesta de San Esteban in San Esteban.

## Parroquias
Die Gemeinde Coaña ist in 7 Parroquias unterteilt:
- Cartavio – 602 Einwohner (2006)
- Coaña – 421 Einwohner (2006)
- Folgueras – 816 Einwohner (2006)
- Lebredo – 31 Einwohner (2006)
- Mohías – 986 Einwohner (2006)
- Trelles – 290 Einwohner (2006)
- Villacondide – 349 Einwohner (2006)

Quelle: INE